# Кастро, Павел
Павел Кастро (de Castro; умер около 1447) — итальянский юрист XV века.
Профессор во Флоренции, Болонье, Ферраре и Падуе. Его главное сочинение: «Commentar. super Codicem, Digestum vetus et novum et Infortiatum» (Лион, 1527). О книге Кастро знаменитый Куяций говорил: «Qui non habet Paulum de Castro, tunicam vendat et emat» («У кого нет Павла де Кастро, пусть продаст рубашку и купит»).